# Kristián IX.
Kristián IX. (8. dubna 1818, Gottorf, Šlesvicko-Holštýnsko – 29. ledna 1906, Kodaň, Dánsko) byl mezi lety 1863 a 1906 dánský král. Byl nazýván tchánem Evropy. Pocházel z šlesvicko-holštýnsko-sonderbursko-glücksburské dynastie, jež byla vedlejší větví dynastie Oldenburků.

## Mládí, manželství a rodina
Narodil se 29. ledna 1818) na zámku Gottorf v Šlesvicku jako čtvrtý syn vévody Fridricha Viléma Šlesvicko-Holštýnsko-Sonderbursko-Glücksburského a hesenské princezny Luisy Karoliny. Po matce byl spřízněn s Frederikem V. a s dalšími evropskými panovnickými domy, nebyl však v přímé následnické linii na trůn žádného z nich.

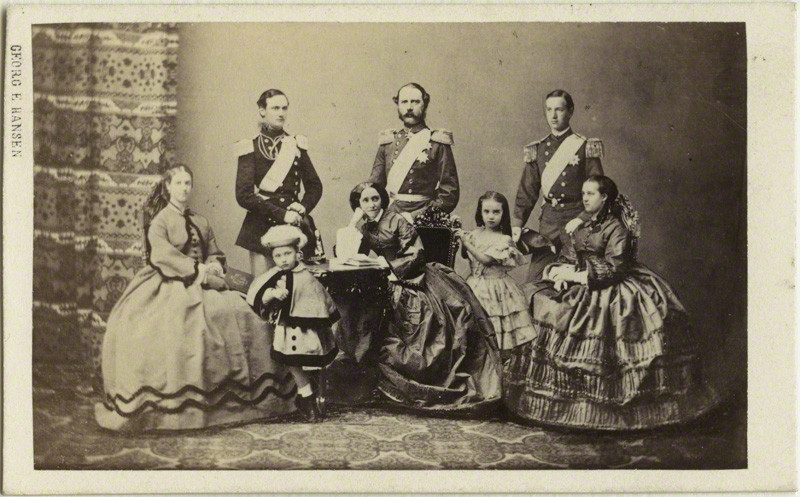
Georg Emil Hansen: Kristián IX. s rodinou (1862)

Studoval na vojenské akademii v Kodani. Po nezdařených námluvách s Viktorií, královnou Velké Británie, uzavřel 24. dubna roku 1842 sňatek s německou princeznou (sestřenicí 2. stupně) Luisou Hesensko-Kasselskou, neteří dánského krále Kristiána VIII., s níž měl později tyto děti:
- Frederik (3. června 1843 – 14. května 1912), budoucí dánský král Frederik VIII., ⚭ 1869 Luisa Švédská (31. října 1851 –20. března 1926)
- Alexandra (1. prosince 1844 – 20. listopadu 1925) ⚭ 1863 princ Eduard (9. listopadu 1841 – 6. května 1910), budoucí král Spojeného království Velké Británie a Irska a britských dominií a císař Indie
- Vilém (24. prosince 1845 – 18. března 1913), budoucí řecký král Jiří I. Řecký, ⚭ 1867 velkokněžna Olga Konstantinovna Romanovová (3. září 1851 –18. června 1926)
- Marie Sofie Dagmar (26. listopadu 1847 – 13. října 1928) po sňatku přijala jméno Marie Fjodorovna, ⚭ 1866 velkokníže Alexandr (10. března 1845 – 1. listopadu 1894), budoucí ruský car Alexandr III.
- Thyra (29. září 1853 – 26. února 1933), ⚭ 1878 Ernest Augustus Hannoverský (21. září 1845 – 14. listopadu 1923), korunní princ hannoverský, dědic Brunšviku, vévoda z Cumberlandu a Teviotdale
- Valdemar (27. října 1858 – 14. ledna 1939), ⚭ 1885 Marie Orleánská (13. ledna 1865 – 4. prosince 1909), francouzská princezna

Díky tomu, že jeho děti se staly manželi či manželkami významných evropských monarchů, jejichž děti obsadily další trůny, bývá nazýván tchánem Evropy.

## Následníkem dánského trůnu
Jelikož následník krále Kristiána VIII., pozdější král Frederik VII., nebyl schopen mít mužské potomky, uzákonil podle zásad agnatické primogenitury, že následníkem se stal Kristián z vedlejší větve Oldenburků z dynastie Schleswig-Holstein-Sonderburg-Glücksburg, jenž se po smrti krále Frederika VII. skutečně stal králem Dánska jako Kristián IX. K výběru právě prince Kristiána přispělo především to, že on i jeho žena Luisa Hesensko-Kasselská byli oba v přímé následnické linii dánského trůnu: Kristián byl pravnukem Frederika V. (vnukem jeho dcery Luisy Dánské), stejně tak byla Luisa Hesensko-Kasselská pravnučkou Frederika V. a vnučkou mladšího syna Frederika V. z druhého manželství, Frederika Dánského). Luisa Hesensko-Kasselská stála sice ve svých nárocích na dánský trůn až jako druhá po své matce Luise Šarlotě (dcera Frederika Dánského), která však se jich 18. července roku 1851 v Kodani za přítomnosti svého bratra Frederika Ferdinanda a ministrů zahraničí a spravedlnosti slavnostně ve prospěch své dcery vzdala; ta pak se jich obratem vzdala ve prospěch svého manžela, šlesvicko-holštýnského prince Kristiána. Ten pak po smrti Frederika VII. 15. listopadu 1863 skutečně nastoupil na dánský trůn jako král Kristián IX.

## Vláda
Několik dní po nástupu na trůn Kristián pod tlakem veřejnosti vydal ústavu, kterou prohlásil připojení vévodství Šlesvického a Holštýnského k Dánsku a severní německé státy za své državy. Proti takovému postupu následovaly protesty německých vévodství v čele s Fridrichem Augustenborgem, který se obrátil přímo na říšský sněm ve Frankfurtu. S podporou Rakouska a Pruska Fridrich sešikoval vojsko o 70 000 mužích, které 1. února 1864 vpadlo na sporná území. Roku 1863 pak bylo Šlesvicko začleněno přímo do Dánska, což bylo zjevným porušením Londýnského protokolu z roku 1851, v němž se Dánsko mimo jiné zavázalo ponechat Šlesvicku jeho práva. Důsledkem byla následující dánsko-německá válka, roku 1864 pak Prusko s Rakouskem a ostatními německými státy bojovalo proti Dánsku, které chtělo oddělit jím ovládané Holštýnsko a Lauenbursko od Německého spolku (dánský král byl v rámci personální unie také vévodou Šlesvicka-Holštýnska, ale Holštýnsko bylo spolu s Lauenburskem na rozdíl od severnějšího Šlesvicka členem Německého spolku) a začlenit je do Dánska. V této válce bylo Dánsko poraženo, Šlesvicko se stalo prusko-rakouským kondominiem, Holštýnsko připadlo Rakousku a Lauenbursko s titulem vévodství Prusku. Před takovým aktem síly se Dánsko vzdalo svrchovanosti nad dotčenými územími, a to smlouvou podepsanou ve Vídni v říjnu téhož roku.
28. června 1866 byla slavnostně vyhlášena další Ústava, již s ohledem na území ztracená v důsledku války. Kristián musel ovšem řešit i řadu krizí vnitřních, způsobených bojem mezi liberálními a konzervativními silami o kontrolu Říšského sněmu. Kristián se stavěl na stranu konzervativní vlády, se svým ministrem Estrupem vládl prostřednictvím kompromisů až do roku 1894. Po triumfu Agrární strany v roce 1901 dovolil této straně sestavit novou vládu.
Jeho oficiální titul byl:
Kristián IX., z milosti Boží, král Dánska, Wendů a Gothů, vévoda Šlesvický, Holštýnský, Stormarnský, Dithmarschenský, Lauenburský a Oldenburský.
Jeho panování je ve znamení ekonomického rozvoje země ve všech oblastech – rozvíjí se průmysl i intenzivní zemědělství (jak rostlinná, tak živočišná výroba).
Zemřel v Amalienborgu u Kodaně 29. ledna 1906 a byl pochován v katedrále v Roskilde, místě posledního odpočinku dánské královské rodiny.

## Vývod z předků
|              |                                                                 |  |                                |                                                           |  |  |  |  |  |  |  | Petr August Šlesvicko-Holštýnsko-Sonderbursko-Beckský |
|              |                                                                 |  |                                |                                                           |  |  |  |  |  |  |  |                                                       |
|              | Karel Antonín August Šlesvicko-Holštýnsko-Sonderbursko-Beckský  |  |                                |                                                           |  |  |  |  |  |  |  |                                                       |
|              |                                                                 |  |                                |                                                           |  |  |  |  |  |  |  |                                                       |
|              |                                                                 |  |                                | Žofie Hesensko-Philippsthalská                            |  |  |  |  |  |  |  |                                                       |
|              |                                                                 |  |                                |                                                           |  |  |  |  |  |  |  |                                                       |
|              | Fridrich Karel Ludvík Šlesvicko-Holštýnsko-Sonderbursko-Beckský |  |                                |                                                           |  |  |  |  |  |  |  |                                                       |
|              |                                                                 |  |                                |                                                           |  |  |  |  |  |  |  |                                                       |
|              |                                                                 |  |                                | Albrecht Kryštof z Dohna-Schlodien                        |  |  |  |  |  |  |  |                                                       |
|              |                                                                 |  |                                |                                                           |  |  |  |  |  |  |  |                                                       |
|              | Šarlota z Dohna-Leistenau                                       |  |                                |                                                           |  |  |  |  |  |  |  |                                                       |
|              |                                                                 |  |                                |                                                           |  |  |  |  |  |  |  |                                                       |
|              |                                                                 |  |                                | Žofie Henrietta Šlesvicko-Holštýnsko-Sonderbursko-Beckská |  |  |  |  |  |  |  |                                                       |
|              |                                                                 |  |                                |                                                           |  |  |  |  |  |  |  |                                                       |
|              | Fridrich Vilém Šlesvicko-Holštýnsko-Sonderbursko-Glücksburský   |  |                                |                                                           |  |  |  |  |  |  |  |                                                       |
|              |                                                                 |  |                                |                                                           |  |  |  |  |  |  |  |                                                       |
|              |                                                                 |  |                                | Jiří Adam III. Schliebenský                               |  |  |  |  |  |  |  |                                                       |
|              |                                                                 |  |                                |                                                           |  |  |  |  |  |  |  |                                                       |
|              | Karel Leopold Schliebenský                                      |  |                                |                                                           |  |  |  |  |  |  |  |                                                       |
|              |                                                                 |  |                                |                                                           |  |  |  |  |  |  |  |                                                       |
|              |                                                                 |  |                                | Kateřina Dorotea Finck z Finckensteinu                    |  |  |  |  |  |  |  |                                                       |
|              |                                                                 |  |                                |                                                           |  |  |  |  |  |  |  |                                                       |
|              | Frederika Schliebenská                                          |  |                                |                                                           |  |  |  |  |  |  |  |                                                       |
|              |                                                                 |  |                                |                                                           |  |  |  |  |  |  |  |                                                       |
|              |                                                                 |  |                                | Arnošt Ahasver z Lehndorffu                               |  |  |  |  |  |  |  |                                                       |
|              |                                                                 |  |                                |                                                           |  |  |  |  |  |  |  |                                                       |
|              | Marie Eleonora z Lehndorffu                                     |  |                                |                                                           |  |  |  |  |  |  |  |                                                       |
|              |                                                                 |  |                                |                                                           |  |  |  |  |  |  |  |                                                       |
|              |                                                                 |  |                                | Marie Luisa z Wallenrodtu                                 |  |  |  |  |  |  |  |                                                       |
|              |                                                                 |  |                                |                                                           |  |  |  |  |  |  |  |                                                       |
| Kristián IX. |                                                                 |  |                                |                                                           |  |  |  |  |  |  |  |                                                       |
|              |                                                                 |  |                                |                                                           |  |  |  |  |  |  |  |                                                       |
|              |                                                                 |  | Vilém VIII. Hesensko-Kasselský |                                                           |  |  |  |  |  |  |  |                                                       |
|              |                                                                 |  |                                |                                                           |  |  |  |  |  |  |  |                                                       |
|              | Fridrich II. Hesensko-Kasselský                                 |  |                                |                                                           |  |  |  |  |  |  |  |                                                       |
|              |                                                                 |  |                                |                                                           |  |  |  |  |  |  |  |                                                       |
|              |                                                                 |  |                                | Dorotea Vilemína Sasko-Zeitzská                           |  |  |  |  |  |  |  |                                                       |
|              |                                                                 |  |                                |                                                           |  |  |  |  |  |  |  |                                                       |
|              | Karel Hesensko-Kasselský                                        |  |                                |                                                           |  |  |  |  |  |  |  |                                                       |
|              |                                                                 |  |                                |                                                           |  |  |  |  |  |  |  |                                                       |
|              |                                                                 |  |                                | Jiří II.                                                  |  |  |  |  |  |  |  |                                                       |
|              |                                                                 |  |                                |                                                           |  |  |  |  |  |  |  |                                                       |
|              | Marie Hannoverská                                               |  |                                |                                                           |  |  |  |  |  |  |  |                                                       |
|              |                                                                 |  |                                |                                                           |  |  |  |  |  |  |  |                                                       |
|              |                                                                 |  |                                | Karolina z Ansbachu                                       |  |  |  |  |  |  |  |                                                       |
|              |                                                                 |  |                                |                                                           |  |  |  |  |  |  |  |                                                       |
|              | Luisa Karolina Hesensko-Kasselská                               |  |                                |                                                           |  |  |  |  |  |  |  |                                                       |
|              |                                                                 |  |                                |                                                           |  |  |  |  |  |  |  |                                                       |
|              |                                                                 |  |                                | Kristián VI.                                              |  |  |  |  |  |  |  |                                                       |
|              |                                                                 |  |                                |                                                           |  |  |  |  |  |  |  |                                                       |
|              | Frederik V.                                                     |  |                                |                                                           |  |  |  |  |  |  |  |                                                       |
|              |                                                                 |  |                                |                                                           |  |  |  |  |  |  |  |                                                       |
|              |                                                                 |  |                                | Žofie Magdalena Braniborská                               |  |  |  |  |  |  |  |                                                       |
|              |                                                                 |  |                                |                                                           |  |  |  |  |  |  |  |                                                       |
|              | Luisa Dánská a Norská                                           |  |                                |                                                           |  |  |  |  |  |  |  |                                                       |
|              |                                                                 |  |                                |                                                           |  |  |  |  |  |  |  |                                                       |
|              |                                                                 |  |                                | Jiří II.                                                  |  |  |  |  |  |  |  |                                                       |
|              |                                                                 |  |                                |                                                           |  |  |  |  |  |  |  |                                                       |
|              | Luisa Hannoverská                                               |  |                                |                                                           |  |  |  |  |  |  |  |                                                       |
|              |                                                                 |  |                                |                                                           |  |  |  |  |  |  |  |                                                       |
|              |                                                                 |  |                                | Karolina z Ansbachu                                       |  |  |  |  |  |  |  |                                                       |
|              |                                                                 |  |                                |                                                           |  |  |  |  |  |  |  |                                                       |

## Tituly, oslovení a vyznamenání

### Tituly a oslovení
- 8. dubna 1818 – 6. června 1825: Jeho Jasnost princ Kristián Šlesvicko-Holštýnsko-Sonderbursko-Beckský
- 6. června 1825 – 31. července 1853: Jeho Jasnost princ Kristián Šlesvicko-Holštýnsko-Sonderbursko-Glücksburský
- 31. července 1853 – 21. prosince 1858: Jeho Jasnost princ Kristián Dánský
- 21. prosince 1858 – 15. listopadu 1863: Jeho Královská Výsost princ Kristián Dánský
- 15. listopadu 1863 – 29. ledna 1906: Jeho Veličenstvo král dánský

Kristián IX. byl 1 007. rytířem Řádu zlatého rouna ve Španělsku (1864) a 744. rytířem Podvazkového řádu (1865).

#### Dánská vyznamenání
- 22. června 1843: Řád slona
- 15. listopadu 1863: Řád Dannebrog

#### Zahraniční vyznamenání
- : Řád zlatého rouna
- : Podvazkový řád
- : Řád čestné legie